# Métropole de Maronia et Komotini

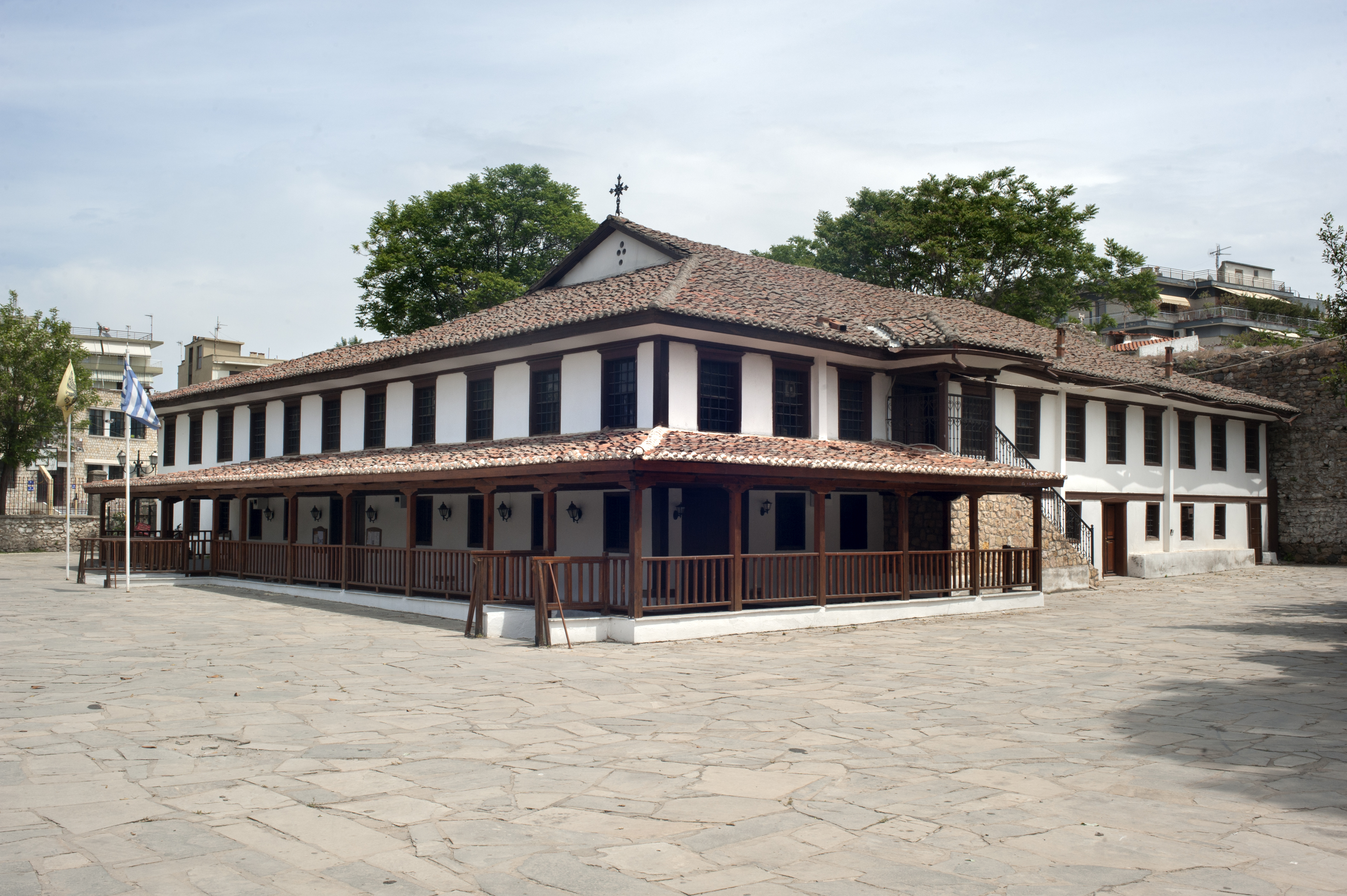
L'église métropolitaine de la Dormition-de-la-Vierge-Marie à Komotiní.

La Métropole de Maronia et Komotiní (en grec byzantin : Ιερά Μητρόπολις Μαρωνείας και Κομοτηνής) est un évêché du Patriarcat œcuménique de Constantinople, provisoirement autorisé à participer à la vie synodale de l'Église orthodoxe de Grèce. Elle a son siège à Komotiní et elle étend son ressort sur l'ensemble du district régional de Rhodope.

## La cathédrale
- C'est l'église de la Dormition-de-la-Vierge-Marie à Komotiní.

## Les métropolites
- depuis le 21 février 2013 : Pandéléïmon (el), né Stavros Moutafis à Kavala le 14 juin 1970
- 1974 - 2012 : Damascène (el), né Pétros Rouméliotis à Ichalia (Messénie) en 1920, décédé à Komotiní le 6 novembre 2012
- 26 mars 1954 - 22 mai 1974 : Timothée (el), né Stavros Matthéakis à Athènes en 1914, également premier métropolite de Néa Ionia et Philadelphie de 1974 à sa mort en 1992 à Néa Ionia.

## Le territoire
Il compte 70 paroisses.

## Le monastère

### Monastère d'hommes
- Monastère de la Mère de Dieu Phanéroméni.

## Les solennités locales
- La fête de la Dormition de la Mère de Dieu, le 15 août.
- La fête de Sainte Parascève, le 26 juillet.
- La fête de la libération de la ville et de la Thrace occidentale le 14 mai.

## Les sources
- (el) Le site de la métropole : http://www.immaroniaskomotinis.gr
- Diptyques de l'Église de Grèce, éditions Diaconie apostolique, Athènes (édition annuelle).